# 阪口あづさ
あづさ（あづさ - 、1985年11月11日 - ）は、三重県出身の元女性モデル、タレント。
愛称は｢あづ｣。

## 人物
- 趣味：ネイルアート、買い物、半身浴
- 特技：ピアノ、フォークギター、バトン
- 書道の初等科師範免許を持っている。
- 大学時代は細川真奈とある撮影で一緒だったことがある[1]。

## 主な活動

### レースクイーン
- フォーミュラ・ニッポン「キグナスサーキットレディ」（2006年）
- SUPER GT「TP CheckerLady」（2008年）

### テレビ番組
- メルヘン（奈良テレビ・三重テレビ）
- シルシルミシル（テレビ朝日系） - アシスタント
- アドレな!ガレッジ　（2008年10月21日、テレビ朝日）
- 最強の男は誰だ!壮絶筋肉バトル!!スポーツマンNo.1決定戦（2009年1月3日、TBS系） - アシスタント
- お試しかっ!（2009年1月12日、テレビ朝日）
- トキめけ!ウィークワンダー（2009年1月16日、フジテレビ）
- Goro's Barドラマスペシャル「世界に一つだけの花サカス」（2009年3月10日、TBS系）

### CM
- BOSS

### その他
- Nissen